# Aphelandra hirta
Aphelandra hirta là một loài thực vật có hoa trong họ Ô rô. Loài này được (Klotzsch) Wassh. mô tả khoa học đầu tiên năm 1975.